# Sivri Hisar
Sivri Hisar (Sivrihisar, el nom vol dir Castell Fort) és una població de la província d'Eskişehir a mig camí entre Eskişehir i Ankara al sud del riu Porsuk i al nord del Sangari a la part septentrional de les muntanyes Günesh Dagh. El 1965 tenia 7.414 habitants.
Fou fundada pels seljúcides i al segle xiv era possessió de l'emirat de Karaman; Tamerlà la va ocupar al final del segle xiv (i fins i tot hi va tenir el seu quarter general per un temps) però va retornar als karamànides. Mehmet I la va incorporar als dominis otomans; al segle xvii pertanyia al sandjak de Khudawendigar però posteriorment va formar un kada del sandjak d'Ankara. Al final del segle xix tenia 11.000 habitants (uns 4.000 armenis). Al final de la I Guerra Mundial fou ocupada pels grecs del juliol de 1921 al setembre de 1922.
A la rodalia hi ha vestigis romans i romans d'Orient (les ruïnes de la vila romana de Pessinus a 4 hores al sud-est de Sivri Hisar al poble de Ballıhisar, i la romana d'Orient d'Amòrion a Hajji Hamza, al sud).